# Terabit
Un terabit és una unitat d'informació o d'emmagatzemament informàtic normalment abreujada com Tbit o de vegades Tb.
1 terabit = 1012 bits = 1.000.000.000.000 bits (que equivalen a 1000 gigabytes decimals).
El terabit està estretament relacionat amb el tebibit, que és igual a 240 o 1,099,511,627,776 bits.
La diferència entre un bilió de bits i un tebibit és un 10%.